# Tosse
Tosse település Franciaországban, Landes megyében. Lakosainak száma 3455 fő (2022. január 1.). Tosse Saint-Geours-de-Maremne, Saint-Vincent-de-Tyrosse, Saubion, Seignosse és Soustons községekkel határos.

## Népesség
A település népessége az elmúlt években az alábbi módon változott:
| Lakosok száma | 1027 | 1280 | 1307 | 2084 | 2426 | 2545 | 2927 | 3219 | 3308 | 3455 |
|               | 1968 | 1982 | 1990 | 2006 | 2013 | 2015 | 2017 | 2019 | 2020 | 2022 |